# راي كالاهان (لاعب كرة قاعدة)
راي كالاهان (بالإنجليزية: Ray Callahan)‏ هو لاعب كرة قاعدة أمريكي، ولد في 29 أغسطس 1891 في آشلاند في الولايات المتحدة، وتوفي في 23 يناير 1973 في أولمبيا في الولايات المتحدة.